# Clima degli Stati Uniti d'America

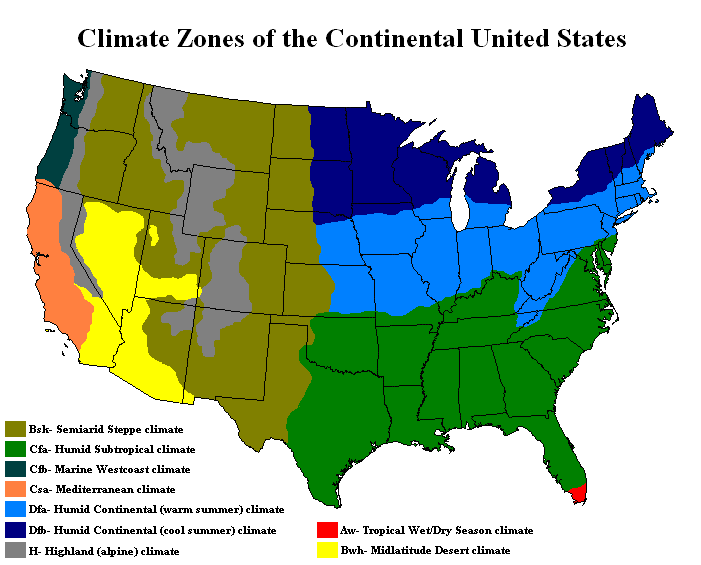
Zone climatiche degli Stati Uniti continentali

Il clima degli Stati Uniti d'America, data la vastità del territorio, presenta una grande varietà. La zona nordorientale subisce l'afflusso di aria fredda ed è caratterizzata da inverni freddi e piogge abbondanti provenienti dal territorio canadese oceanico. La zona degli Appalachi ha un clima montano, più umido sul versante est,ventoso a ovest, in direzione delle Grandi Pianure. Le grandi pianure interne sono aride, con temperature estive elevatissime in alcune regioni. Le Montagne Rocciose hanno un clima montano. Il clima della costa del Pacifico, riscaldata dalla Corrente della California, è mite e piovoso a nord, e diventa più caldo scendendo verso sud, fino al clima semi-desertico al confine con il Messico.